# Coelia Concordia

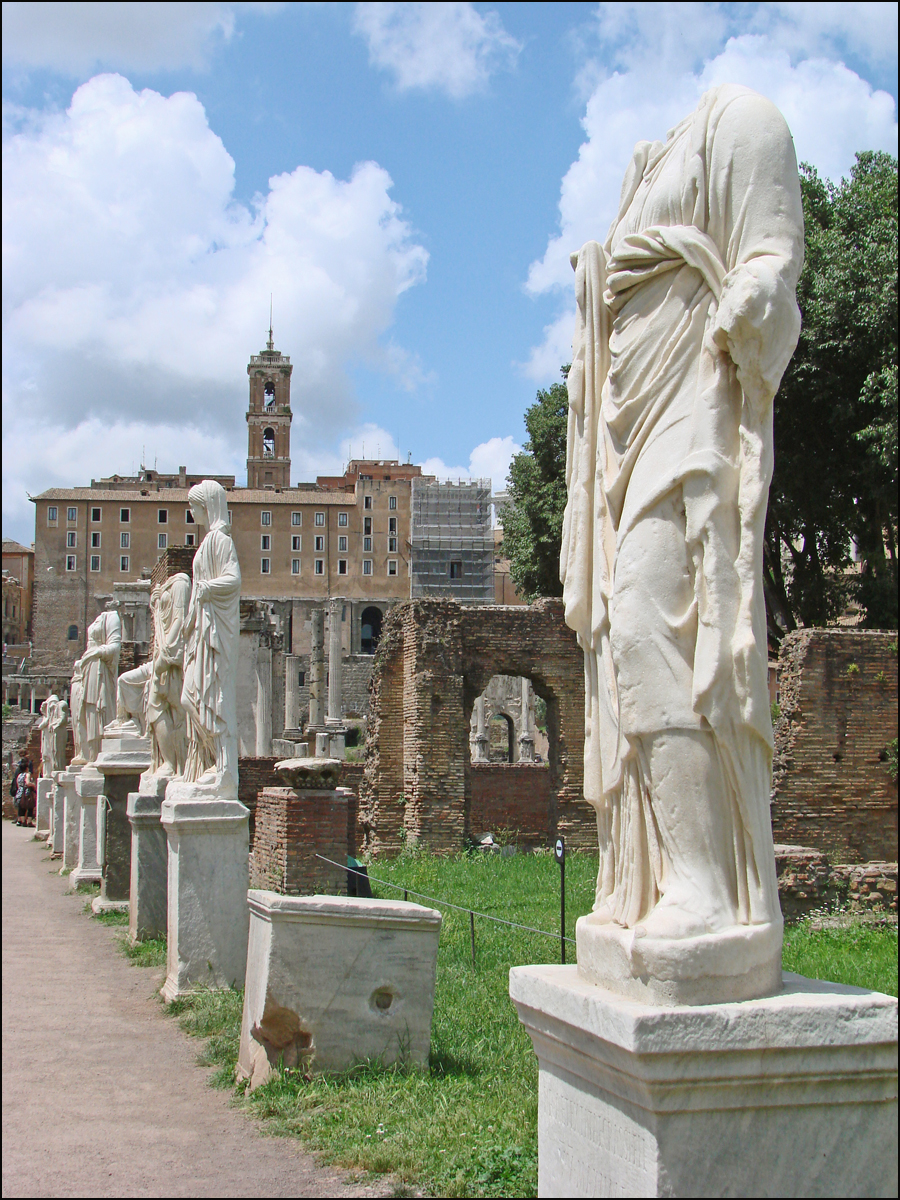
Statues de Vestales dans la cour de la maison des Vestales (Rome).

Coelia Concordia, active en 384, est la dernière vestale et la dernière virgo Vestalis maxima (grande vierge Vestale) de l’histoire.

## Biographie
Malgré l’opposition de Quintus Aurelius Symmaque, partisan du paganisme romain, qui exprima son hostilité au projet dans une lettre à Flavien Nicomaque (un autre païen appartenant à la chambre haute) lettre où il arguait que les Vestales n’avaient jamais élevé de monument à la gloire d'un homme, fût-il pontifex maximus, Concordia érigea une statue à titre posthume à Vettius Agorius Praetextatus, un noble romain qui avait usé de son influence pour tenter de freiner l’expansion du christianisme au détriment de la religion romaine.
En retour, Aconia Fabia Paulina, l’épouse de Praetextatus, érigea dans sa villa une statue de Concordia, qui fut retrouvée au XVIe siècle, mais perdue par la suite.
Lorsque le collège des Vestales fut aboli, au bout de onze siècles d’existence par l’édit de 389 de l’empereur chrétien Théodose Ier interdisant le culte païen et le temple de Vesta fermé en 391, Coelia démissionna de son poste en 394 et finit, sur le tard, par se convertir au christianisme avant de mourir, douze ans plus tard.

## Famille
On ne connaît pas les noms de ses père et mère ; cependant, on lui connaît deux sœurs, Coelia Nerviana et Coelia Claudiana[réf. souhaitée].